# Bissandougou
La ville de Bissandougou, située au sud-ouest de l'actuelle Guinée, à une cinquantaine de kilomètres au sud de Kankan sur la route nationale no 1, et à 30 km de la sous-préfecture de Tinti-Oulen, fut la résidence du conquérant et empereur dioula Samory Touré. Ce dernier désigna en 1878 cette ville comme capitale de son empire, l'empire wassoulou, ce qui lui valut d'être incendiée par les forces françaises du colonel Archinard le 9 avril 1891, lors des guerres mandingues.
Y fut signé le traité de Bissandougou le 25 mars 1887 par lequel la France obtint de substantiels droits de navigation sur le Niger, prélude à une amplification de ses conquêtes en Afrique de l'Ouest.
On y trouve encore, à l'extérieur du périmètre de la ville moderne, des traces des anciennes fortifications de la ville.

## Source
- (de) Cet article est partiellement ou en totalité issu de l’article de Wikipédia en allemand intitulé « Bissandougou » (voir la liste des auteurs).